# سارة إياد علاوي
سارة إياد هاشم حسين علاوي أمين ناصر الربيعي (1989 -) سيدة أعمال عراقية، وناشطة سياسية وعضو حزب الوفاق الوطني ونائبة الأمين العام للحزب ومسؤولة المكتب السياسي والملف الشبابي في الحزب، ورئيسة منظمة معاً للإغاثة الإنسانية، ومستشارة لأبيها، نائب رئيس الجمهورية سابقاً إياد علاوي، وهي أكبر أولاده،

## النشأة
وُلدتْ سارة في لندن ونشأت فيها، ومنذ أن كان عمرها 8 سنوات، كانت تذهب إلى مكتب والدها المعارض حيئنذٍ للرئيس صدام حسين، وتجالسه وتلهو، قالت سارة «حين كنت بنت 8 سنين، اعتدت الذهاب إلى مكتب أبي في لندن حين كان في المعارضة، و[أتظاهر هناك] بتخطيط طريقة لإسقاط نظام صدام». زارت العراق أول مرة سنة 2004 وظلت هناك أسبوعاً، ثم كانت زيارتها الثانية للعراق سنة 2010، سعياً إلى مساعدة أبيها وحمل بعض الأعباء عنه وتخفيف جدول أعماله، وكان أبوها قد رفض إرادتها التوجّه إلى العراق، فقالت له «يا أبتي، أريد أن آتي إليك، فقال إن ذلك شديد الخطورة، ليس الآن الوقت المناسب، فظهرَ عليّ الحزنُ وأنا أقول له، إذن مصيري صعود الطائرة بدون مساعدتك، ثم أُخبركَ بذلك وأنا في طريقي إلى بغداد، وهنالك ليس لك سوى أن تستقبلني في المطار»، حصلت سارة على ماجستير في العلاقات الدولية من جامعة بريطانية، وفي سنة 2018 أرادت الترشح للانتخابات التشريعية، لولا أن عمرها لم يبلغ الثلاثين حينئذٍ، فلم تكن مؤهلة. والدة سارة لبنانية اسمها «ثناء علاوي»، ووالدة والدها «نجاة عسيران» لبنانية من آل عسيران الشيعة الأرستقراطيين، قدمت نجاة عسيران إلى العراق في الأربعينيات، وتزوجها والد أياد علاوي في بغداد، وحصلت حينئذٍ على الجنسية العراقية وعُيّنت مديرة مدرسة في منطقة الأعظمية، لسارة جنسية بريطانية، كما لها جنسية لبنانية أُعلن عن حصولها عليها يوم 11 أيار سنة 2018.

## جدل
في 12 حزيران سنة 2020، قال رئيس الوزراء مصطفى الكاظمي "إياد علاوي يشن هجوما على الحكومة منذ اليوم الأول، لأنه أراد وزارة الدفاع وأن تكون ابنته مستشارة، وأنا رفضت"، فأعلنَ إياد علاوي تكذيبه لهذا الخبر وقال إن الكاظمي "هو من بادر وطلب من الدكتور علاوي ترشيح شخصيات وطنية لوزارته، وأن الدكتور علاوي تمسك بمطلب واحد فقط تمثل بإشراك النقابات والاتحادات والمتظاهرين الكرام...التفكير بالمساس بالعائلة سيجعل الخصومة خصومتين، سياسية وعائلية، الدكتور علاوي يرفض بشدة أن تستلم ابنته أي وظيفة في نظام ملوث يقوده كاظمي...أما بخصوص الآنسة سارة علاوي، فقد افترى عليها الكذب هي الأخرى، إذ لم يحدث سوى أن الدكتور علاوي أخبر كاظمي بأنها مهتمة بالعمل السياسي وتتحرك دون حمايات وهو مايدفعه للخوف عليها..الكاظمي طلب مني ترشيح أربعة أسماء للوزارات احدهم للدفاع واخر للاتصالات..اتصلت به ورشحت له فيصل فنر وبعد يومين تم تغيير ترشيحه، فطلبت منه تعزيز الحماية لبنتي سارة التي سبق ان اتصل بي رئيس الجمهورية برهم صالح لتعيينها في الرئاسة ولم تقبل”.